# Talboteilanden
De Talboteilanden zijn een groep eilanden van de Straat Torreseilanden in Queensland in het noordoosten van Australië. Ze liggen tussen het Australische vasteland en het eiland Nieuw-Guinea en een paar kilometer ten westen van het eiland Saibai op slechts 4 kilometer van het vasteland van Papoea-Nieuw-Guinea aan de monding van de Mai Kussa.
De Talboteilanden omvatten vijf eilanden met een naam en ongeveer zes kleinere eilanden:
- Boigu-eiland
- Moimi-eiland
- Aubussi-eiland
- Moegina Kawa
- Aymermud

Alleen het eiland Boigu is bewoond. De plaats Boigu is de meest noordelijke nederzetting van Australië. Moimi Island, het meest noordelijke eiland, ligt slechts vier kilometer verwijderd van Kussa Island, dat in het Straat Torresverdrag van 1978 is erkend als onderdeel van Nieuw-Guinea, maar op oudere kaarten is afgebakend als onderdeel van Australië. Kussa Island en de kleine nabijgelegen eilanden Athian Maza en Yaperi (Vapere), ook aan de monding van de Mai Kussa-rivier, maken geografisch gezien deel uit van de eilandengroep, evenals de Kawai-eilanden (Kawa-eiland, Karobailo Kawa-eiland, Adabadana Kawa-eiland en Mata Kawa Island) negen kilometer verder naar het westen/noordwesten dicht bij de monding van de rivier de Wassi Kussa, die sinds het verdrag van 1978 ook deel uitmaakt van Papoea-Nieuw-Guinea.
Strachan Island is een groot riviereiland tussen de Wassi Kussa-rivier en de Mai Kussa-rivier en grenst met de zuidelijke oever aan de Straat van Torres, maar maakt geen deel uit van de Talbot- of Torres Strait-eilanden. Het is bewoond.
De Talbot-eilanden staan, samen met Saibai en Dauan, bekend als de Top Westelijke eilanden van de Straat Torreseilanden.